# خوروشوفکا
خوروشوفکا (انگلیسی: Khoroshovka) یک شهرک در شهرستان یرمکیفسکی استان باشقیرستان کشور روسیه است.